# Sturm und Drang (musikgrupp)
För kulturinriktningen med samma namn, se Sturm und Drang.
Sturm und Drang var ett finlandssvenskt heavy metal-band från Vasa, Finland.

## Biografi
Bandet startades 2004 av André Linman och Henrik Kurkiala när de var på väg hem från en Judas Priest-konsert. Namnet föreslogs av Henriks pappa. Inom kort gick Jesper Welroos och Calle Fahllund med i bandet och de första träningarna hölls i Calles källare. Några veckor senare hade de sin första konsert. Senare kom de fram till att en ytterligare gitarrist behövdes vilket resulterade i att Alexander Ivars blev deras femte medlem.

## Skivkontrakt
År 2005 spelade de in en demo av Rising Son och skickade in den till Helsinki Music Company. Det var då den finske idol-domaren och chefen för HMC, Asko Kallonen fällde repliken "Är det här svart humor?". Han tog dem inte på allvar, men efter att sett dem spela som förband till svenska bandet The Hellacopters förstod Kallonen att de inte var ett skämt och erbjöd bandet skivkontrakt varefter de började spela in sitt första album, Learning to Rock.
I början av 2010 lämnade basisten Henrik Kurkiala Sturm und Drang. En internationell ansökningsturné inleddes och bandet fick en ny, okänd basist. Han slutade dock efter ett par rep. Snart insåg Sturm und Drang att en av deras nära vänner, Joel Wendlin, spelade bas och han tillsattes till platsen.

## Diskografi

### Album
- Learning to Rock (30 maj 2007 i Finland, 2 juni 2007 i Skandinavien). Albumet hade den 29 januari 2008 sålt över 30 000 exemplar i Finland vilket innebär att albumet blev platinaskiva i Finland.
- Rock 'n Roll Children (13 november 2008 i Finland)
- Graduation Day (21 september 2012 i Finland)

### Singlar
- Rising Son 28 mars 2007
- Forever (endast radio-promo)
- Indian
- Broken
- Break Away
- A Million Nights
- That's the way I am
- Molly the Murderer
- Goddamn Liar

## Medlemmar

### Nuvarande
- André Linman - sång och gitarr
- Jesper "Jeppe" Welroos - keyboard
- Carl Peter "Calle" Fahllund - trummor och sång
- Jani Kuoppamaa - gitarr
- Joel Wendlin - bas och sång

### Före detta
- Henrik Kurkiala - bas och sång
- Alexander Ivars - gitarr och sång